# Transaquincum
Transaquincum era un fortino romano di truppe ausiliarie che faceva parte della catena di postazioni militari presenti lungo il limes danubiano nel settore pannonico. Si trova nei pressi della capitale dell'Ungheria, Budapest, una volta fortezza legionaria e capitale della provincia romana di Pannonia inferiore, con il nome di Aquincum. Costituiva la prima "testa di ponte" in territorio barbarico, tra la popolazione dei sarmati Iazigi, insieme al fortino di Contra Aquincum (poco più a sud).

## Forte
Anche il forte di Transaquincum era situato sul lato sinistro del Danubio, ma fu costruito a nord di Contra Aquincum, di fronte al palazzo del governatore (costruito da Adriano.) verso la fine del II secolo al tempo delle guerre marcomanniche. Il forte era di forma rettangolare (anche se oggi non è più visibile) di 76 x 78 metri (con mura larghe mediamente 2,1 metri), oltre un altro ponte, le cui arcate sono state trovate sul fondo del fiume attorno al 1874-1875. All'interno del forte è stato trovato un portico con colonne ed un piccolo bagno. Rimase attivo almeno fino al IV secolo.